# ストーンエイジ (映画)
『ストーンエイジ』は、日本映画。2006年5月13日からポレポレ東中野にてロードショー。雑誌「ぴあ」の観客投票で10位。2006年10月にはアメリカハリウッドでも上映された。2007年8月にはロスのトゥニスでも上映された。

## キャスト
- 黒田勇樹
- 佐藤藍子
- 柴田理恵
- 北村有起哉
- 寺田農
- 北村和夫

## スタッフ
- 原作・監督：白鳥哲
- 脚本：河田秀二
- 音楽：南雲和晴
- 製作者：鵜飼伸行、杉山文彦、藤井淳史
- プロデューサー：前島良行、中橋真紀人、鶴岡大二郎
- 製作：D.H.G.シネマデベロップメント一号投資事業組合、ダイコーホールディングス、オープンインタフェース、スターバレー
- 製作プロダクション：シー・メイクス
- 上映時間：109分